# Stephanie Houtman
Pour les articles homonymes, voir Houtman.
Stephanie Houtman, née le 30 septembre 2002, est une nageuse sud-africaine.

## Carrière
Stephanie Houtman remporte aux Championnats d'Afrique de natation 2021 à Accra la médaille d'or sur 800 mètres nage libre ainsi que la médaille d'argent sur 400 mètres nage libre et sur 3 km en eau libre.